# Mount Mackellar
Mount Mackellar är ett berg i Antarktis. Det ligger i Östantarktis. Nya Zeeland gör anspråk på området. Toppen på Mount Mackellar är 4 275 meter över havet, eller 517 meter över den omgivande terrängen. Bredden vid basen är 2,4 km.
Terrängen runt Mount Mackellar är kuperad åt nordost, men åt sydväst är den bergig. Trakten är obefolkad. Det finns inga samhällen i närheten.